# Краснов, Владимир Ильич
Владимир Ильич Краснов (27 ноября 1946, Ульяновск — 31 августа 1984, Кишинёв) — советский футболист, крайний защитник, обладатель Кубка СССР 1972 года в составе московского «Торпедо». Всего в высшей лиге СССР сыграл 187 матчей и забил 2 гола. Мастер спорта СССР (1968).

## Биография

### Клубная карьера
Воспитанник кишинёвского футбола, первый тренер — Сергей Тимофеевич Корнилов. 15 апреля 1964 года дебютировал в высшей лиге СССР в составе кишинёвской «Молдовы» в домашнем матче против минского «Динамо». До конца сезона принял участие в 12 матчах, а его команда вылетела из высшей лиги. Следующие четыре сезона выступал за кишинёвский клуб (под названиями «Молдова» и «Авынтул») в первой лиге.
Летом 1968 года перешёл в московское «Торпедо», дебютный матч сыграл 22 сентября 1968 года против ЦСКА, выйдя на замену вместо Давида Паиса на 68-й минуте. В сезоне-1968 «Торпедо» стало бронзовым призёром чемпионата страны и обладателем Кубка СССР, однако Краснов в кубковых матчах не выступал.
В течение следующих пяти сезонов Краснов был твёрдым игроком основного состава автозаводцев. В чемпионатах страны сыграл за команду 150 матчей, голов не забивал. Стал обладателем Кубка СССР 1972 года, играл в обоих финальных матчах против московского «Спартака» и во второй игре реализовал один из послематчевых пенальти. Провёл 4 матча в Кубке обладателей Кубков в сезонах 1969/70 и 1973/74.
В 1974 году вернулся в кишинёвский клуб, который под названием «Нистру» снова играл в высшей лиге. 24 июля 1974 года забил свой первый гол в высшей лиге — в Москве в ворота своего бывшего клуба «Торпедо» (3:4). По итогам сезона вместе с клубом вылетел из высшей лиги и следующий сезон провёл в первом дивизионе.
В 1976 году присоединился к команде высшей лиги «Крылья Советов» (Куйбышев), но сыграл только два матча в начале сезона. После этого прекратил выступления на уровне команд мастеров.

### Карьера в сборной
14 августа 1965 года принял участие в товарищеском матче юношеских сборных Польши и СССР (3:3) в городе Зелёна-Гура.
На рубеже 1967—1968 года в составе сборной клубов СССР принял участие в международном турнире в Лиме (Перу), выходил на поле в двух матчах против клубов «Альянса» и «Спортинг Кристал».
Трагически погиб 31 августа 1984 года в Кишинёве в возрасте 37 лет. Похоронен на кишинёвском кладбище «Дойна» («Святой Лазарь»).